# راکویتس
راکویتس (به آلمانی: Rackwitz) یک شهر در آلمان است که در نوردزاکسن واقع شده‌است. راکویتس ۵٬۴۸۹ نفر جمعیت دارد.